# Восхождение Запада
«Восхождение Запада. История человеческого сообщества» (англ. The Rise of the West: A History of the Human Community) — книга историка Чикагского университета Уильяма Х. Макнилла, впервые опубликованная в 1963 году и дополненная ретроспективным предисловием в 1991 году. Он исследует мировую историю с точки зрения влияния различных мировых цивилизаций друг на друга, особое внимание уделяя внимание влиянию западной цивилизации на остальной мир в последние 500 лет. Макнилл отстаивает тезис, что контакты общества с чужими цивилизациями лежат в основе движущей силы исторических изменений. В 1964 году книга была удостоена американской Национальной книжной премии в категория «История и биография». Удостоилась также других отличий, стала бестселлером.

## Обзор
В первой части книги описывается эволюционная предыстория, приведшая к зарождению цивилизации в Месопотамии, эпоха ближневосточного господства и формирование периферийных цивилизаций в Индии, Греции и Китае в период до 500 г. до н. э.
Во второй части автор прослеживает процесс формирования евразийского культурного баланса (в период до 1500 года), который включал в себя распространение эллинизма, окончательное заселение евразийской ойкумены, развитие основных религий, натиск варваров, возрождение Ближнего Востока и завоевания народов степей. Макнилл высказывает мнение, что основным двигателем мировой истории в этот период являлось временное лидерство различных регионов ойкумены с восстановлением приблизительного паритета в ней по мере распространения инноваций лидирующего региона на другие центры цивилизации. Он выстраивает следующую последовательность этих ведущих в разное время цивилизаций: эллинистическая, индийская, исламская, китайская и монгольская. Макнилл рассказывает об эпохах, фокусируясь сначала на внутренней истории доминировавшего региона, затем он освещает историю остального мира с акцентом на то, как он отреагировал на распространяющиеся практики и идеи доминировавшего в то время региона.
Третья часть посвящена эпохе господства Запада. В период с 1500 по 1750 год оно происходило благодаря активной политики Западной Европы по эксплуатации и колонизации остального мира и меняющемуся балансу ойкумены в исламском мире, на Дальнем Востоке и в Африке. До 1750 года превосходство Запада по своим масштабам было схоже с преимуществом, которым ранее обладали в разные периоды другие регионы. Макнилл описывает «пошатнувшийся баланс» старых порядков в Европе, европейскую экспансию и процесс аккультурации европейцев в оторванных от их континента регионах, включая Америку. Подъём Запада в космополитическом масштабе с 1750 по 1950 год объясняется продолжающейся территориальной экспансией, индустриализацией, демократическими революциями и интеллектуальными аспектами. Этот период знаменует собой разрыв непрерывности смены лидирующих цивилизаций: глобальное влияние Запада выходит за рамки всех прежних исторических параллелей.

## Отзывы
Британский историк Хью Тревор-Ропер написал о книге хвалебную рецензию в The New York Times Book Review. Книга Макнилла была удостоена Национальной книжной премии США в категории «История и биография» в 1964 году и была включена издательством Modern Library в список 100 лучших научных книг XX века. Одним из критических замечаний к книге было то утверждение, что это не Запад поднялся, а Восток пал или сдал свои позиции.
Возвышение Запада оказало два важных эффекта на исторический анализ. Во-первых, эта книга бросила вызов взгляду на цивилизации как на независимые образования, подверженные взлёту и падению, как это ранее постулировали Арнольд Дж. Тойнби и Освальд Шпенглер, рассматривавшие цивилизации как отдельные и независимые. Макнилл задумал эту книгу в 1936 году, ещё будучи студентом, желая оспорить высказанные Шпенглером тезисы в его «Закате Запада» (название «Возвышение Запада» было выбрано Макниллом преднамеренно в качестве контраста), а также в «Постижении истории» Тойнби, который утверждал, что «цивилизации маршируют навстречу друг другу со своими собственными барабанщиками, в значительной степени не будучи подверженными иностранным влияниям». Макнилл же, наоборот, подчёркивает процесс распространения практик и идей, который делает связи между цивилизациями чрезвычайно важным фактором. Кроме того, книга Макнилла послужила основой для таких теорий, как теория мировых систем и теория зависимости, которые «закрепили центральное место „Запада“ в мировой истории».
Но сам Макнилл в статье 1990 года в Journal of World History настаивал на том, что «Возвышение Запада» следует рассматривать как «выражение послевоенных имперских настроений в США», и признал, что высказанные в ней идеи в некоторой степени могут рассматриваться как «форма интеллектуального империализма». В эссе же 1991 года Макнилл отметил, что объединяющей темой его книги была важность взаимосвязи и культурного взаимодействия, а не просто описание влияния западной истории на другие цивилизации.

## Перевод на русский язык
- Мак-Нил У. Восхождение Запада. История человеческого сообщества. = The Rise of the West: A History of the Human Community. — К.: Ника-Центр; М.: Старклайт, 2004. — 1064 с.